# Patrick Joseph Sullivan (Politiker, 1865)

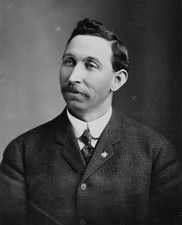
Patrick Joseph Sullivan

Patrick Joseph Sullivan (* 17. März 1865 in County Cork, Irland; † 8. April 1935 in Santa Barbara, Kalifornien) war ein US-amerikanischer republikanischer Politiker.
Sullivan wurde 1865 auf einer Farm im Westen von Bantry im County Cork in Irland geboren. 1888 immigrierte er in die Vereinigten Staaten, wo er in New York City ankam und in das Wyoming-Territorium weiterzog. Dort beschäftigte sich Sullivan in Rawlins, Carbon County mit der Aufzucht von Schafen, bevor er 1892 nach Casper im Natrona County zog. Von 1894 bis 1896 und erneut von 1898 bis 1900 gehörte Sullivan dem Repräsentantenhaus von Wyoming an, dazwischen war er von 1897 bis 1898 Bürgermeister von Casper. Am 5. Dezember 1929 wurde er in den US-Senat entsandt, um den durch den Tod von Francis E. Warren vakant gewordenen Sitz bis zur Wahl eines neuen Senator zu besetzen. Sullivan gehörte damit vom 5. Dezember 1929 bis zum 20. November 1930 dem US-Senat als Senator an. Sullivan starb 1935 in Santa Barbara, Kalifornien und wurde auf dem Highland Cemetery in Casper beigesetzt. 